# De Berg (Land van Cuijk)
De Berg is een buurtschap  in de gemeente Land van Cuijk in de Nederlandse provincie Noord-Brabant. Het ligt tussen de dorpen Sint Hubert en Wanroij.